# آن كاثرين إميريش
آن كاثرين إميريش (بالألمانية: Anna Katharina Emmerick)‏ هي متصوفة وراهبة ألمانية، ولدت في 8 سبتمبر 1774 في كوسفلد في ألمانيا، وتوفيت في 9 فبراير 1824 في دولمن في ألمانيا.

## وصلات خارجية
- آن كاثرين إميريش على موقع الموسوعة البريطانية (الإنجليزية)